# 능인
능인은 1991년 12월 예림당의 법인화와 함께 설립된 대한민국의 출판사이다. 예림당의 자회사로, 아동서적을 전문적으로 출판하고 있다. 브랜드로는 'NI Book'을 사용하고 있다.

## 주요 출판물
- 《만화로 보는 우리고전》 시리즈
- 《만화로 보는 세계명작》 시리즈
- 《만화로 보는 왕조》 시리즈
- 《라 플로라 아카데미》 시리즈 ( 태국 원작)